# Víktor Zubkov
Víktor Alekséievitx Zubkov (en rus: Ви́ктор Алексе́евич Зубко́в; Arbat, 15 de setembre de 1941) és un polític i empresari rus que ha estat viceprimer ministre de Rússia dos cops al govern de Vladímir Putin, sota la presidència de Dmitri Medvédev: de setembre de 2007 a maig de 2008 i només uns dies de maig de 2012.
Actualment, Zubkov és el president de la companyia gasista russa Gazprom, l'empresa més gran de Rússia i també una de les més grans del món del sector del petroli i el gas natural.